# Маллесон, Джордж Брюс
Джордж Брюс Маллесон (англ. George Bruce Malleson; 8 мая 1825, Уимблдон — 1 марта 1898, Лондон) — британский офицер, полковник и писатель
, военный историк.

## Биография
В 1842 году получил звание кадета бенгальской пехоты, служил в Британской Индии. Участник Второй англо-бирманской войны.
Позже служил по гражданской линии, последним из которых было назначение опекуном молодого махараджи Майсура. В 1877 году вышел в отставку в звании полковника.

## Творчество
Плодовитый писатель, его первой работой, привлекшей внимание читателей, стала знаменитая «Red Pamphlet» («Красная брошюра»), опубликованная в Калькутте в 1857 году, когда восстание сипаев было в самом разгаре. Продолжил и значительно переписал «Историю индийского мятежа 1857—1858 годов» (6 томов, 1878—1880 гг.), начатую, но оставленную незаконченной сэром Джоном Кэем. Среди других его сочинений наиболее ценными являются «История французов в Индии» (2-е изд., 1893) и «Решающие битвы Индии» (3-е изд., 1888).
Автор биографий падишаха Империи Великих Моголов Акбара, французского генерал-губернатора Дюплекса и британского генерала Роберта Клайва для серии «Правители Индии» (1890—1891).

## Избранные произведения
- «History of the french in India» (1868);
- «Studies from the Genoese history» (1875);
- «History of the native states of India» (1876);
- «History of Afghanistan» (1879);
- «Herat, the granary and garden of Central Asia» (1880);
- «History of the Indian mutiny» (1878—1880).